# Ncuti Gatwa
Mizero Ncuti Gatwa (Kigali, 16 ottobre 1992) è un attore ruandese naturalizzato britannico.
È noto per aver interpretato il ruolo di Eric Effiong nella serie televisiva di Netflix del 2019 Sex Education e per il ruolo del Quindicesimo Dottore nella terza serie televisiva del franchise di fantascienza Doctor Who.

## Biografia
Ncuti Gatwa nasce nel Distretto di Nyarugenge della Provincia di Kigali, in Ruanda, il 15 ottobre 1992, figlio di un giornalista con un dottorato in teologia. La famiglia fugge dal Ruanda nel 1994 a causa del genocidio perpetrato contro i tutsi, stabilendosi in Scozia. Ncuti Gatwa cresce così a Edimburgo e Dunfermline. Studia recitazione alla Royal Conservatoire of Scotland di Glasgow, dove si laurea nel 2013 con un Bachelor of Arts in recitazione.
Nel maggio 2018 viene annunciato che Ncuti Gatwa avrebbe recitato al fianco di Gillian Anderson e Asa Butterfield nella serie Netflix Sex Education, interpretando il ruolo del gay dichiarato Eric Effiong. La serie è stata pubblicata l'11 gennaio 2019. 
Nell'aprile 2022, Gatwa viene scelto per interpretare uno dei tanti Ken presenti nel film Barbie di Greta Gerwig.
L'8 maggio 2022 viene annunciato che Ncuti Gatwa avrebbe interpretato il Quindicesimo Dottore nella terza serie del franchise della BBC Doctor Who. Il Quindicesimo Dottore compare per la prima volta nell'episodio speciale trasmesso il 9 dicembre 2023, The Giggle, terzo di tre episodi speciali realizzati per celebrare i 60 anni di vita della serie, prendendo vita non da una "rigenerazione" del Quattordicesimo Dottore, ma da una "bigenerazione", una sorta di mitosi in cui il Quattordicesimo Dottore si divide in due generando il Quindicesimo Dottore. Il primo episodio di cui è protagonista è tuttavia il successivo episodio speciale The Church on Ruby Road, trasmesso il 25 dicembre 2023, in cui incontra la sua compagna di viaggio Ruby Sunday (Millie Gibson), e quindi regolarmente a partire dalla prima stagione della terza serie. Il Dottore impersonato da Ncuti Gatwa è il primo dottore nero e apertamente queer.
Nel 2023 presta la voce al personaggio di David Copperfield, al fianco di Theo James e Helena Bonham Carter, nell'omonimo audiolibro prodotto per Audible dal regista britannico e Premio Oscar Sam Mendes come parte di una collaborazione tra il regista e l'azienda per la trasposizione in audiolibri delle opere di Charles Dickens.

## Vita privata
In un'intervista dell'agosto 2023 con Shannon Mahanty della rivista Elle, si è dichiarato apertamente queer. In precedenza aveva evitato di parlare della sua sessualità. Nell'intervista, Gatwa afferma di non volere etichettarsi e che è stato ispirato sia dalla sua partecipazione alla serie televisiva Sex Education, che da un incontro con una donna ruandese al Manchester Pride. Era la prima volta che incontrava una persona ruandese queer.

## Filmografia

### Attore

#### Cinema
- A Midsummer Night's Dream, regia di Emma Rice e Ian Russell (2016)
- Horrible Histories: The Movie - Rotten Romans, regia di Dominic Brigstocke (2019)
- L'ultima lettera d'amore (The Last Letter from Your Lover), regia di Augustine Frizzell (2021)
- Barbie, regia di Greta Gerwig (2023) - Ken
- I Roses (The Roses), regia di Jay Roach (2025)

#### Televisione
- Bob Servant, regia di Simon Hynd – miniserie TV, puntata 1 (2014)
- Stonemouth, regia di Charles Martin – miniserie TV, puntate 1-2 (2015)
- Sex Education – serie TV, 32 episodi (2019-2023)
- Doctor Who – serie TV, 10 episodi (2023-2024) - Quindicesimo Dottore
- Masters of the Air – miniserie TV, puntate 8-9 (2024)
- Doctor Who: Tales of the TARDIS, regia di Joshua M.G. Thomas e Jamie Donoughue – miniserie TV, puntata 7 (2024)

#### Videoclip
- The Goblin Song (2023)

#### Videogiochi
- GRID Legends, regia di Christopher Tudor-Smith (2022)

## Discografia

### Audiolibri
- 2023 - David Copperfield (Audible)

### Singoli
- 2024 – Midnight Cowboy (con Jade)

## Riconoscimenti
- MTV Movie & TV Awards
  - 2019 – Candidatura alla migliore prestazione rivoluzionaria per Sex Education[11]
  - 2019 – Candidatura al miglior bacio per Sex Education (condiviso con Connor Swindells)[11]

- Premio BAFTA
  - 2020 – Candidatura alla miglior interpretazione maschile in un programma comico per Sex Education[12]
  - 2022 – Candidatura alla miglior interpretazione maschile in un programma comico per Sex Education

- Premio BAFTA Scotland
  - 2019 - Candidatura miglior attore in una serie televisiva per Sex Education[13]
  - 2020 – Miglior attore in una serie televisiva per Sex Education[14]
- Premio BAFTA Cymru
  - 2024 - Miglior attore per Doctor Who[15]

## Doppiatori italiani
Nelle versioni italiano delle opere in cui ha recitato, Ncuti Gatwa è stato doppiato da:
- Alessio De Filippis in Sex Education, L'ultima lettera d'amore
- Gabriele Patriarca in Stonemouth
- Francesco Falco in Barbie
- Davide Perino in Doctor Who